# 程大位故居
程大位故居位于中国安徽省黄山市屯溪区前园路西侧巷、前园渠东5号，为明末数学家程大位的出生地和故居，也是其著作《算法统宗》的编撰、出版地，南侧紧靠程氏宗祠覃思堂（现为陈列算具与程大位研究史料的黄山市程大位珠算博物馆）。
故居为典型的明代徽派民居建筑，始建于正德年间，占地面积500多平方米，正堂维新堂为两层三开间，分前后两进，两侧带前后厢房，其中前堂西房为程大位原居室，正堂西侧另有偏房祭祖楼五间及花园宾园（以程氏号宾渠而得名，其西墙外原有人工水渠一道，公号宾渠即派出于此，后被称为宾公渠）。故居于1966年被发现并确认，1985年修缮，次年9月作为纪念馆对外开放。
1986年，程大位故居列为黄山市文物保护单位，1989年，公布为安徽省文物保护单位，2013年3月，公布为全国重点文物保护单位。
程大位故居和程氏宗祠紧邻居民区，存在若干消防隐患。